# 常熟路
常熟路是中国上海市跨徐汇区、静安区的一条街道。南北走向，南到淮海中路，北至华山路，长716米，宽22米到25米。常熟路原名善钟路，为1901年法租界公董局越界修筑。1943年汪精卫政权接收上海法租界时改名常熟路。

## 著名住宅
- 常熟路100弄10號 陶善鐘住宅
- 常熟路113弄 善钟里
- 常熟路87号（即善钟路87号，曾为军阀王永泉私宅及上海艺大校舍，田汉、徐志摩等民国文人短暂居住)
- 常熟路209号 瑞华公寓
- 善钟马房（已不存）

## 轨道交通
上海轨道交通一号线在常熟路、淮海中路口设有常熟路站。

## 交会道路（北向南）
- 华山路
- 巨鹿路
- 长乐路
- 安福路
- 延庆路
- 五原路
- 淮海中路